# Arrenurus
Arrenurus (лат.) — вид водяного клеща из надсемейства Arrenuroidea (Parasitengona, Prostigmata) семейство тромбидиформных Arrenuridae.

## Этимология
Видовой эпитет pogorel-kaensis дан по названию деревни, где он был собран — Погорелка.
Учёный-систематик, паразитолог, специалист в области морфологии, экологии, жизненных циклов и систематики водяных клещей Тузовский Петр Васильевич проводился сбор образцов в стоячих водоёмах европейской части России ручным сачком с размером ячеи 250 мкм. Экземпляры для изучения были выловлены в Некоузском районе, устье ручья Шуморовка, близ деревни Погорелка. Типовой материал изучаемый Тузовским данного вида хранится в коллекции Института биологии внутренних вод им. И. Д. Папанина (Борок).

## Описание
Для описания данного вида Петр Васильевич еще в 1987 дал краткое обозначение идиосомным щетинкам: Fch — frontales chelicerarum, Fp — frontales pedipalporum, Vi —verticales internae, Ve —verticales externae, Oi — occipitales internae, Oe — occipitales
externae, Hi — humerales internae, He — humerales externae, Hv — hu-merales. ventralia, Sci — scapulares internae, Sce — scapulares externae, Li — lumbales internae, Le — lumbales externae, Si — крестцы внутренние, Se — крестцы внешние, Ci — cau-dales
internae.
Самец. Цвет красный. Идиосома довольно широкая (соотношение длины и ширины 1.22 мкм), передний край слегка вогнутый, боковые края прямые; кауда отчетливо отделена от передней части идиосомы; кауда и пигальные доли хорошо развиты, пигальные доли с закругленными
кончиками. Дорсальный щит умеренно большой, выпуклый спереди, несет пять пар щетинок (Oi, Hi, Sci, Li и Le); щетинки и железки Sci открываются на довольно небольших округлых бугорках дистальнее середины щитка; основания щетинок Li сближены и дистально расположены на небольшом бугорке, Le близ дистального конца пигальных долей. Дорсальная борозда полная, переходит на бока идиосомы у основания пигальных долей. Щетинки Fp, Oi и Pi без гландулярии (лат. Glandularia), другие идиосомные щетинки, связанные с железистыми щетинками. Расстояние между щетинками Oi-Oi почти в три раза короче расстояния между щетинками Hi-Hi. Гиалиновая мембрана отсутствует. Черешок очень маленький, пятиугольный, без язычкового отростка, расположен на вентральной стороне и не выходит за задний край идиосомы, с небольшим заднемедиальным выступом. Переднебоковые углы коксальных пластинок (лат. glandulae coxales), I и II заострены, не доходят до переднего края идиосомы. Коксальные пластинки I сращены друг с другом медиально, линия шва слабо развита. Задние группы коксальных пластинок сближены медиально. Медиальный край коксальной пластинки III заметно короче медиального края коксальных пластинок IV. Боковой выступ коксальных пластинок IV с закруглённой вершиной, немного выступающей за латеральный край идиосомы. Гонопоры небольшие, вертлужные пластинки длинные, узкие, достигают латеральных краев идиосомы, с многочисленными небольшими вертлужными впадинами. Щетинки Se и Pi относительно толстые, Pi изогнутая, Se прямая и длиннее Pi. Экскреторная пора открывается вблизи основания черешка. Щетинки Hv расположены у заднебокового края коксальных пластинок II, Pe расположен за вертлужными пластинками, щетинки и железки Se расположены на пигальных лопастях. Педипальпа: P-1 короткая, с одной дорсодистальной щетинкой; P-2 коренастая, с прямым вентральным краем, тремя длинными дорсодистальными, двумя-тремя вентродистальными и одной медиодистальной щетинками, медиальные и вентродистальные щетинки приблизительно одинаковой длины; P-3 относительно короткая, с двумя щетинками; P-4 длиннее P-2, с довольно длинной антагонистической щетинкой, двумя тонкими дорсодистальными щетинками и двумя короткими дистальными щетинками, P-5 с одним соленидием, четырьмя тонкими щетинками и тремя неравными шипами. Ноги III и IV с плавательными щетинками. IV-Нога 4 крупная, с хорошо развитым дистовентральным. Выступ несёт шесть щетинок (рис. 5). Коготки ног I—III довольно крупные, с сильно выпуклой пластинкой; когти ноги IV сравнительно небольшие.
Измерения (n=1). Идиосома: длина 1075, ширина 875; дорсальная пластинка длина 835, ширина 560; расстояние между медиальными краями коксальных пластинок IV 35; черешок длина 175, ширина 125; педипальпальные сегменты (P-1-5) длина: 42, 95, 75, 100, 50; ножные сегменты длина: I-Leg-1-6: 60, 145, 150, 185, 180, 250; II-Leg-1-6: 85, 150, 155, 220, 180, 225; III-Leg-1-6: 100, 170, 160, 235, 220, 270; IV-Leg-1-6: 135, 210, 250, 435, 160, 200.

### Сравнительный анализ
Дифференциальный диагноз. Новый вид близок по строению идиосомы к Arrenurus bruzelii Koenike, 1885 и Arrenurus securifer K. Viets, 1930. Оба вида значительно отличаются от Arrenurus pogorelkaensis sp.n. строением черешка. Черешок у Arrenurus bruzelii и Arrenurus securifer хорошо развиты, значительно длиннее своей ширины и расположены терминально, язычковый отросток и гиалиновая мембрана присутствуют (Gerecke et al. 2016). Напротив, у самца Arrenurus pogorelkaensis sp. n. черешок очень маленький, пятиугольный, гиалиновая мембрана и язычковый отросток отсутствуют.

## Распространение
Активно был изучен и открыт российским ученым в Ярославской области России. Среда обитания данного вида — стоячая вода.